# Dionysia sarvestanica
Dionysia sarvestanica là một loài thực vật có hoa trong họ Anh thảo. Loài này được Jamzad & Grey-Wilson mô tả khoa học đầu tiên năm 1989.